# تروند هاكون تروندسن
تروند هاكون تروندسن (بالإنجليزية: Trond Trondsen)‏ (و. 1994  م) هو راكب دراجة هوائية نرويجي.

## سجل الفوز

### سباقات أو مراحل فاز بها
| التاريخ        | السباق                         | المركز                                                                    |
| -------------- | ------------------------------ | ------------------------------------------------------------------------- |
| 17 أبريل 2016  | طواف لوار وشير 2016            | الثامن في التصنيف العام                                                   |
| 08 مايو 2016   | رينجيريك جراند بريكس 2016      | الفائز في التصنيف العام                                                   |
| 11 يونيو 2017  | جي بي هورسنز 2017              | المرتبة 13 في التصنيف العام                                               |
| 09 سبتمبر 2017 | طواف شرق بوهيميا 2017          | الرابع في التصنيف العام                                                   |
| 25 مارس 2018   | تور دو نورماندي 2018           | الرابع في تصنيف أفضل شاب، السابع في تصنيف النقاط، الثامن في التصنيف العام |
| 15 أبريل 2018  | طواف لوار وشير 2018            | التاسع في تصنيف النقاط                                                    |
| 12 مايو 2018   | 2018 Scandinavian Race Uppsala | الفائز في التصنيف العام                                                   |
| 20 مايو 2018   | طواف النرويج 2018              | الخامس في تصنيف النقاط                                                    |
| 16 يونيو 2018  | فيين روندت 2018                | السابع في التصنيف العام                                                   |
| 28 أغسطس 2018  | 2018 Stadsprijs Geraardsbergen | المركز الثالث                                                             |
| 31 مارس 2019   | تور دو نورماندي 2019           | المركز الثالث                                                             |
| 11 مايو 2019   | سوندفولدن جراند بريكس 2019     | الفائز في التصنيف العام                                                   |
| 06 سبتمبر 2020 | 2020 Gylne Gutuer              | الفائز في التصنيف العام                                                   |

## روابط خارجية
- تروند هاكون تروندسن على موقع الاتحاد الدولي للدراجات (الإنجليزية)
- تروند هاكون تروندسن على موقع أرشيف الدراجات (الإنجليزية)
- تروند هاكون تروندسن على موقع إحصائيات الدراجات الإحترافية (الإنجليزية)
- تروند هاكون تروندسن على موقع نسبة الدراجات (الإنجليزية)